# Baron (piłkarz)
Marcelo Baron Polanczyk (ur. 19 stycznia 1974) – brazylijski piłkarz występujący na pozycji napastnika. W latach 1996–2006 występował w klubach Ventforet Kofu, JEF United Ichihara, Shimizu S-Pulse, Cerezo Osaka, Kashima Antlers, Vegalta Sendai, Vissel Kobe i Avispa Fukuoka.